# Liste des îles de Thaïlande

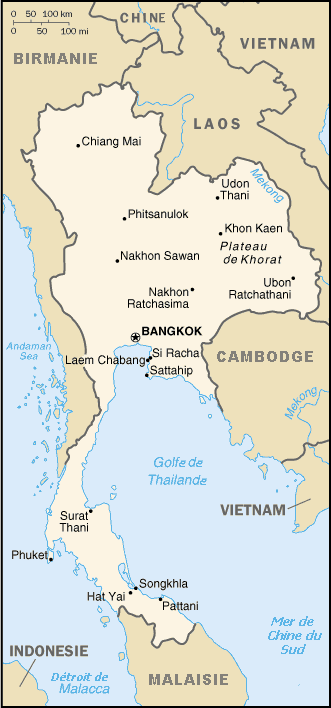
Carte de Thaïlande

La Thaïlande, contrairement à l'Indonésie ou aux Philippines qui comptent plusieurs milliers d'îles, est un pays continental. Elle possède deux façades maritimes, une à l'Ouest sur la Mer d'Andaman, partie du l'Océan Indien, l'autre à l'Est, constituant le golfe de Thaïlande dans la Mer de Chine méridionale.
Au long de ces côtes, quelques centaines d'îles s’égrènent dont seules quelques dizaines sont peuplées d'une manière significative.
Ces dernières sont souvent des centres touristiques importants. La plus grande de toutes est Ko Phuket qui forme aussi une province. En thaï le mot île se dit koh (เกาะ, prononcer 'ko' d'où la retranscription parfois visible de Ko au lieu de Koh, tiré elle, de la transcription anglophone) et précède toujours le nom de l'île.

## Îles de la mer d'Andaman
- Ko Phuket
- Khao Phing Kan (Baie de Phang Nga[1])
- Ko Yao Yai
- Ko Yao Noi[2]
- Îles Phi Phi (Ko Phi Phi Don et Ko Phi Phi Le)
- Ko Lanta
- Ko Lipe
- Ko Ngai
- Ko Muk
- Ko Laoliang
- Ko Bulon
- Ko Turutao
- Ko Kradan

## Îles du golfe de Thaïlande

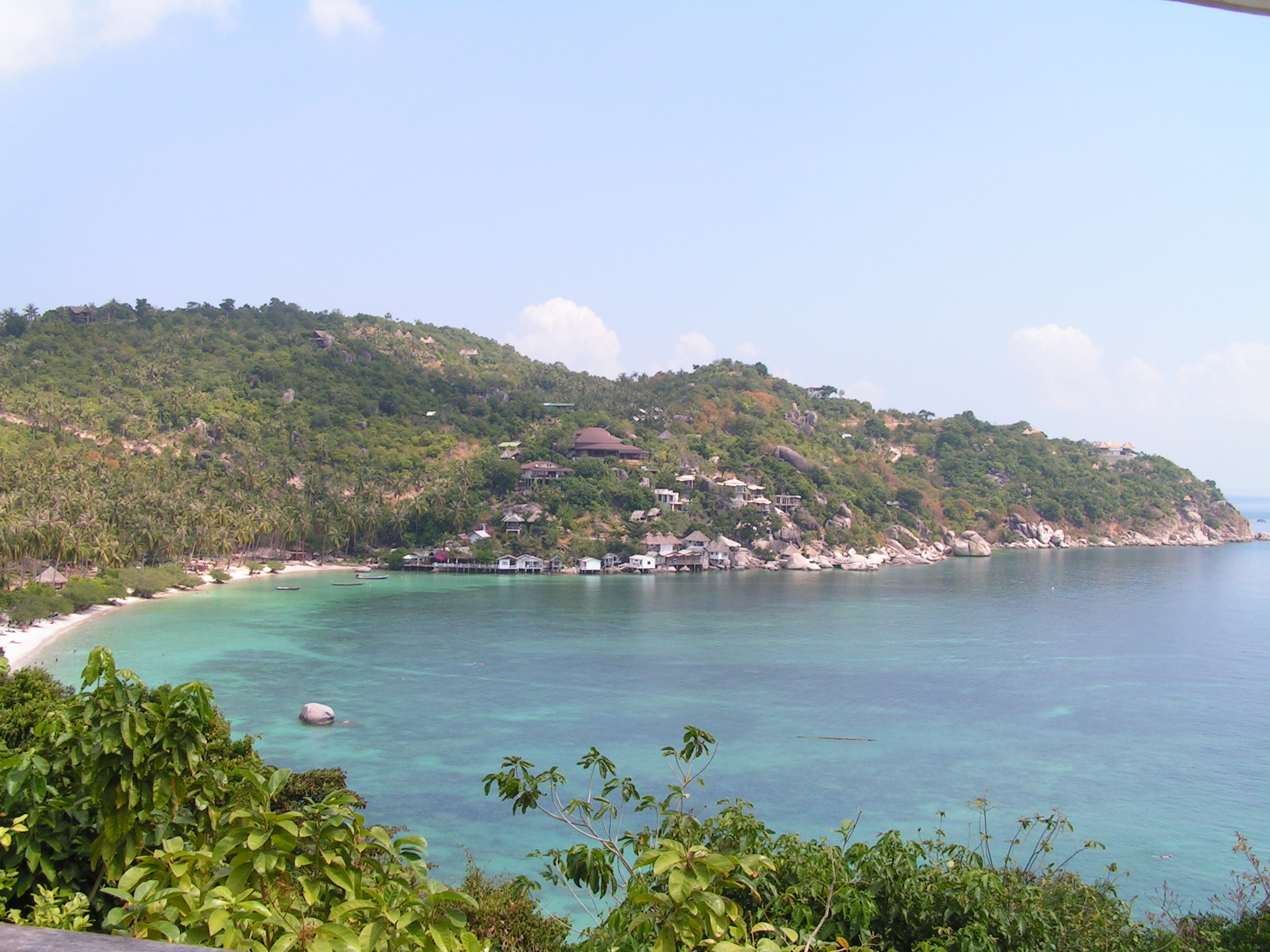
Baie à Ko Tao

- Ko Sichang
- Ko Lan
- Ko Phai
- Ko Samet
- Ko Chang
- Ko Mak
- Ko Kut
- Ko Samui
- Ko Pha Ngan
- Ko Tao